# Gefecht bei Eckernförde
Das Gefecht bei Eckernförde vom 5. April 1849 war ein Gefecht im Schleswig-Holsteinischen Krieg.

## Vorgeschichte
1848 erhoben sich die Herzogtümer Schleswig und Holstein gegen die Krone Dänemark. Von der Schleswig-Holsteinischen Armee besetzt, wurde Eckernförde am 5. April 1849 zum Ziel eines dänischen Landungsversuches, als das Linienschiff Christian VIII., die Segelfregatte Gefion, die beiden kleinen Dampfer Geiser und Hekla sowie drei Jachten in die Eckernförder Bucht einliefen. Die Stärke der Landungstruppen betrug ungefähr 250 Mann.
Schon im April 1848 hatte General Friedrich von Wrangel durch den Kgl. Premierleutnant der Artillerie Werner von Siemens die artilleristische Verteidigung Eckernfördes nach See einrichten lassen. Dieser stellte am Strand zwei getrennte Batterien auf, die aus zunächst 10 Geschützen bestanden. Sie standen unter dem Kommando des preußischen Hauptmanns Eduard Julius Jungmann, der im Namen des Deutschen Bundes kommandierte. Eine herangeführte nassauische Batterie von sechs Geschützen unter Hauptmann Müller verbesserte die Artillerie auf nunmehr 16 Geschütze.

## Verlauf

Explosion der Christian VIII. am 5. April 1849

Am 4. April abends ankerten die dänischen Kriegsschiffe auf der Reede von Eckernförde, wo sie zunächst nicht erreicht werden konnten. Militärisch befanden sich die mit 147 Geschützen bewaffneten dänischen Schiffe in der Übermacht.  Obwohl Ostwind vorherrschte, der die Schiffe weiter in die Bucht von Eckernförde hineindrückte – eine Lage, aus der sie sich ohne Schlepphilfe nicht selbst befreien konnten –, griffen Christian VIII. und die Gefion am 5. April um sieben Uhr morgens die Stadt an. Dabei wurden sie von den deutschen Geschützen beschossen, wobei es auf beiden Seiten Verluste gab. Die Schiffe konnten nur mit Schlepphilfe der Dampfer manövriert werden. Es gelang der Batterie unter dem Kommando von Ludwig Theodor Preußer, die Schlepptrosse der Gefion zu durchschießen, worauf diese ab acht Uhr manövrierunfähig näher zu den deutschen Batterien ans Ufer trieb, gegen zehn Uhr auch die Christian VIII. Weitere Versuche der Dampfer Geiser und Hekla, die Schiffe aus der Bucht und damit aus der Feuerzone zu schleppen, gingen fehl.
Gegen 13 Uhr forderten dänische Parlamentäre freien Abzug unter Androhung der Beschießung der Stadt, was abgelehnt wurde. Beide Schiffe wurden manövrierunfähig geschossen, die Gefion ergab sich gegen 18 Uhr, das auf Grund gelaufene Linienschiff etwa eine halbe Stunde später. Nach der Kapitulation explodierte die Christian VIII. schließlich während der Ausschiffung der Besatzungen aus nicht ganz geklärten Umständen. Zu diesem Zeitpunkt hatte sich der Großteil der Besatzung bereits an Land retten können.
Bei dem Gefecht kamen 224 Dänen und 5 Schleswig-Holsteiner ums Leben, darunter der Kommandeur der Süderschanze, Ludwig Theodor Preußer, der vor der Explosion der Christian VIII. auf das Schiff übergesetzt war.

## Folgen

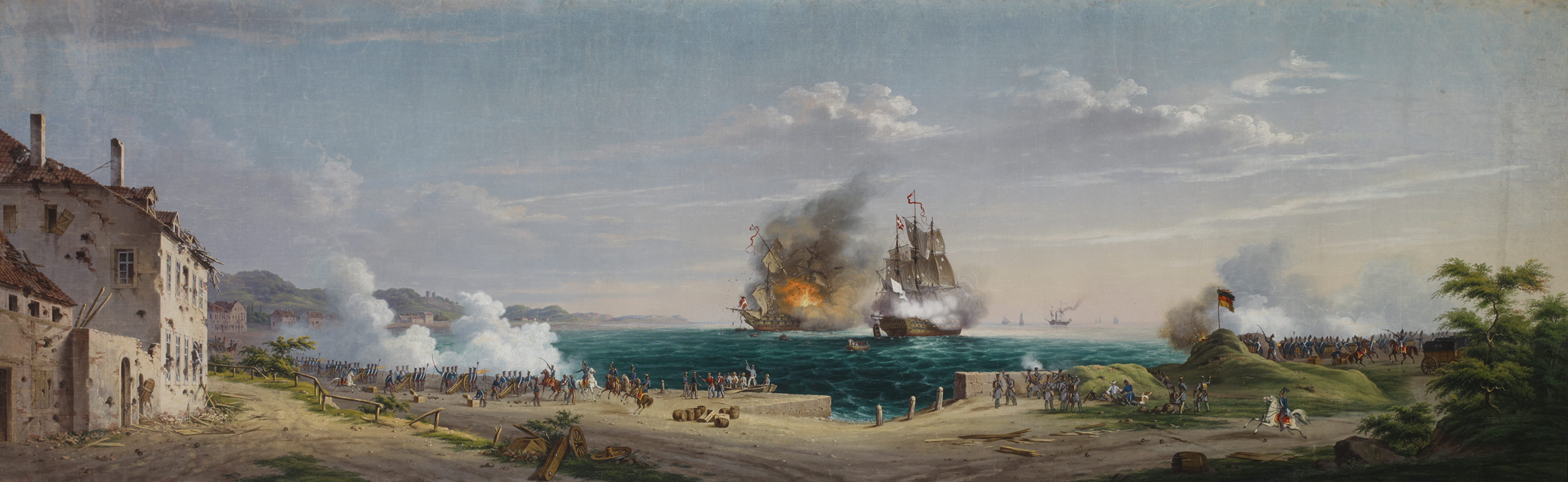
Das Seegefecht von Eckernförde von Anton Nissen

Der deutschen Öffentlichkeit wurden vor allem Herzog Ernst II. von Sachsen-Coburg und Gotha als Kommandeur der Reichstruppen, Eduard Julius Jungmann und Ludwig Theodor Preußer aufgrund ihrer militärischen Leistungen bekannt. Der Sieg machte Herzog Ernst als „Sieger von Eckernförde“ zum Nationalhelden. Die erbeutete Gefion wurde nach ihrer Reparatur unter dem Namen Eckernförde der deutschen Reichsflotte übergeben.
Der dänische Kommandeur Frederik August Paludan wurde von einem dänischen Kriegsgericht zunächst verurteilt, danach aber vom König zu drei Monaten „leichter Festungshaft“ begnadigt. Er durfte trotzdem nie wieder ein Kommando führen. Das Gefecht galt als Sensation, war aber militärisch ohne großen Wert. Wichtiger war der moralische Effekt im zweiten Jahr der Erhebung der Herzogtümer gegen den dänischen Gesamtstaat. Nach der Niederlage bei Fredericia und  dem Ausscheiden Preußens und des Deutschen Bundes verloren die deutsch gesinnten Schleswiger und Holsteiner, auf sich allein gestellt, schließlich den Krieg.  Sie mussten den Plan aufgeben, die Unabhängigkeit zu erringen. Dänemark herrschte wieder über Schleswig und Holstein.

## Rezeption
Eine so dichterische wie „lebensnahe“ Schilderung des Gefechts gibt Carsten Jensen 2006 in seinem Buch Vi, de druknede, deutsch Wir Ertrunkenen.